# Tillandsia juerg-rutschmannii
Tillandsia juerg-rutschmannii là một loài thuộc chi Tillandsia. Đây là loài đặc hữu của México.